# Stanz im Mürztal
Stanz im Mürztal è un comune austriaco del distretto di Bruck-Mürzzuschlag, nella Stiria.